# Saadet IV Giray
Saadet IV Giray est un khan de Crimée ayant régné de 1717 à 1724.

## Origine
Saadet IV Giray est un fils de Sélim Ier Hadji Giray.

## Règne
Saadet IV Giray est nommé khan par les Ottomans en février 1717 en remplacement de Kara Devlet III Giray, un fils d'Adil Giray. Saadet IV nomme alors Safa Giray  comme qalgha et Islam Giray comme nureddin.
La paix rétablie entre l'Empire ottoman et l'Empire russe est mise à profit par des bandes de hors-la-loi pour piller les zones frontières. En août 1718, la Sublime Porte envoie une ambassade pour s'en plaindre auprès du khan.
Saadet IV décide alors d'organiser une expédition punitive contre un certain Bakht Giray, fils de Devlet Giray, qui s'était établi avec une bande de rebelles en Circassie où ses exploits lui avaient valu le titre de Deli Sultan (i.e. « le Sultan fou »). Saadet IV est capturé lors de cette campagne et, à sa libération, il est déposé du khanat.
Le khan s'était en effet pris de querelle avec Hadji Jan Temur, le puissant bey du clan Shirin qu'il avait déposé. Ce dernier et ses hommes n'hésitent pas à attaquer Saadet IV dans son palais et à l'en expulser en octobre 1724. Il est remplacé par son frère Mengli II Giray.

## Postérité
Saadet IV Giray est le père de :
- Halim Giray.